# Historia de la Unión Soviética
La historia de la Unión Soviética comenzó en diciembre de 1922 al suscribirse el Tratado de la Unión entre las repúblicas socialistas soviéticas de Rusia, Bielorrusia, Ucrania y Transcaucasia (Georgia, Azerbaiyán y Armenia) ya con los bolcheviques dirigiendo los soviets (consejos) de cada nación y habiendo resultado ganadores tras la guerra civil rusa posterior a la Revolución de Octubre.

## Primeros años

Pérdidas territoriales asumidas por la Rusia Soviética por el Tratado de Brest-Litovsk.

Apenas consolidado el poder revolucionario, el Segundo Congreso de los Sóviets de Diputados Obreros y Soldados de toda Rusia designó el Gobierno de comisarios del pueblo, el Consejo de Comisarios del Pueblo o Sovnarkom, presidido por Lenin. El problema de la paz con Alemania motivó un primer enfrentamiento de Lenin con la «oposición de izquierdas», que, confiada en la extensión de la Revolución por Europa, preconizaba la reconversión de las hostilidades con Alemania en una guerra revolucionaria. Prevaleció la posición de Lenin de paz inmediata, y el 3 de marzo de 1918 León Trotski firmó el Tratado de Brest-Litovsk. Rusia perdía Finlandia y parte de sus territorios occidentales. La estabilización del frente exterior permitió a Trotski, al mando del Ejército Rojo, la desorganización de los intentos contrarrevolucionarios de las regiones periféricas, fomentados por las potencias extranjeras.
Tras la derrota de Alemania, invadió los territorios cedidos anteriormente y denunció el Tratado de Brest-Litovsk, pero los países aliados reaccionaron con un incremento de la ayuda contrarrevolucionaria, y tropas checas, turcas y británicas colaboraron con los rusos blancos y los cosacos en los propósitos de la restauración monárquica.
En 1920 el Gobierno de Moscú, el Sovnarkom, reconoció la independencia de Estonia, Lituania, Letonia y Finlandia, y debió ceder parte de Bielorrusia y Ucrania a Polonia. Ante la imposibilidad de una derrota bélica del régimen soviético, los países capitalistas decidieron establecer un «cerco sanitario» que paralizara la propagación revolucionaria. La situación de la guerra civil y el desmantelamiento de la industria provocaron las medidas económicas del «comunismo de guerra» (estatización de las empresas y del comercio interior y exterior), generando una caída estrepitosa de la producción agrícola. Para recuperar la economía, Lenin procuró corregir los desajustes y paliar el descontento campesino mediante la NEP (Nueva Política Económica, marzo de 1921), que permitía transitoriamente el mantenimiento de formas económicas de cierto tipo capitalista.
Después del VII Congreso del Partido Obrero Socialdemócrata de Rusia en 1918, en el que el Partido Obrero Socialdemócrata de Rusia (bolchevique) adoptó la denominación de Partido Comunista Ruso (bolchevique) (PCRb), los socialrevolucionarios y mencheviques fueron expulsados de las organizaciones oficiales y se instituyó un rígido centralismo en la organización del Partido y en la administración del país. Simultáneamente, una completa autonomía lingüística y cultural fue acordada a las regiones diferenciadas.
Pero la desaparición de divergencias políticas exteriores no evitó la existencia de distintas tendencias dentro del Partido. Canalizadas inicialmente por Lenin, se agudizaron en el momento de su sucesión (1924).

## Stalin y Trotski
La oposición Stalin-Trotski, que trascendía un conflicto personal para reflejar dos concepciones distintas del desarrollo del socialismo, se resolvió en favor de Stalin, con el apoyo de Zinóviev y Kámenev. Marginado Trotski (enero de 1925), la «edificación del socialismo en un solo país» dirigida por Stalin requirió la eliminación de oponentes de izquierda y derecha, y la existencia en el Komintern de una estrategia internacional que hiciera coincidir los intereses del movimiento comunista con los de la Unión Soviética. Tras ser derrotada su postura, Trotski debió exiliarse en México, hasta ser asesinado en 1940 por el agente español del NKVD Ramón Mercader.

## Industrialización del Estado
En 1928, ante el evidente estancamiento de la NEP, la hostilidad de Polonia y el riesgo de guerra con Reino Unido, Stalin estableció el Gosplán (Comisión de Planificación General del Estado), un órgano estatal responsable de dirigir la economía socialista hacia la industrialización acelerada. En abril de 1929, el Gosplán lanzó dos proyectos conjuntos que comenzaron el proceso de industrialización del Estado. Basándose en planes previos de Trotski, el Gosplán elaboró el primer Plan Quinquenal o Piatiletka (1928-32), el cual introdujo una rigurosa planificación que dio preferencia a la industria pesada sobre los bienes de consumo. El Estado nacionalizó la mayor parte de empresas, poniendo en marcha un extenso programa para lograr una rápida industrialización, mientras que en la agricultura se produjo la colectivización forzosa de la tierra.

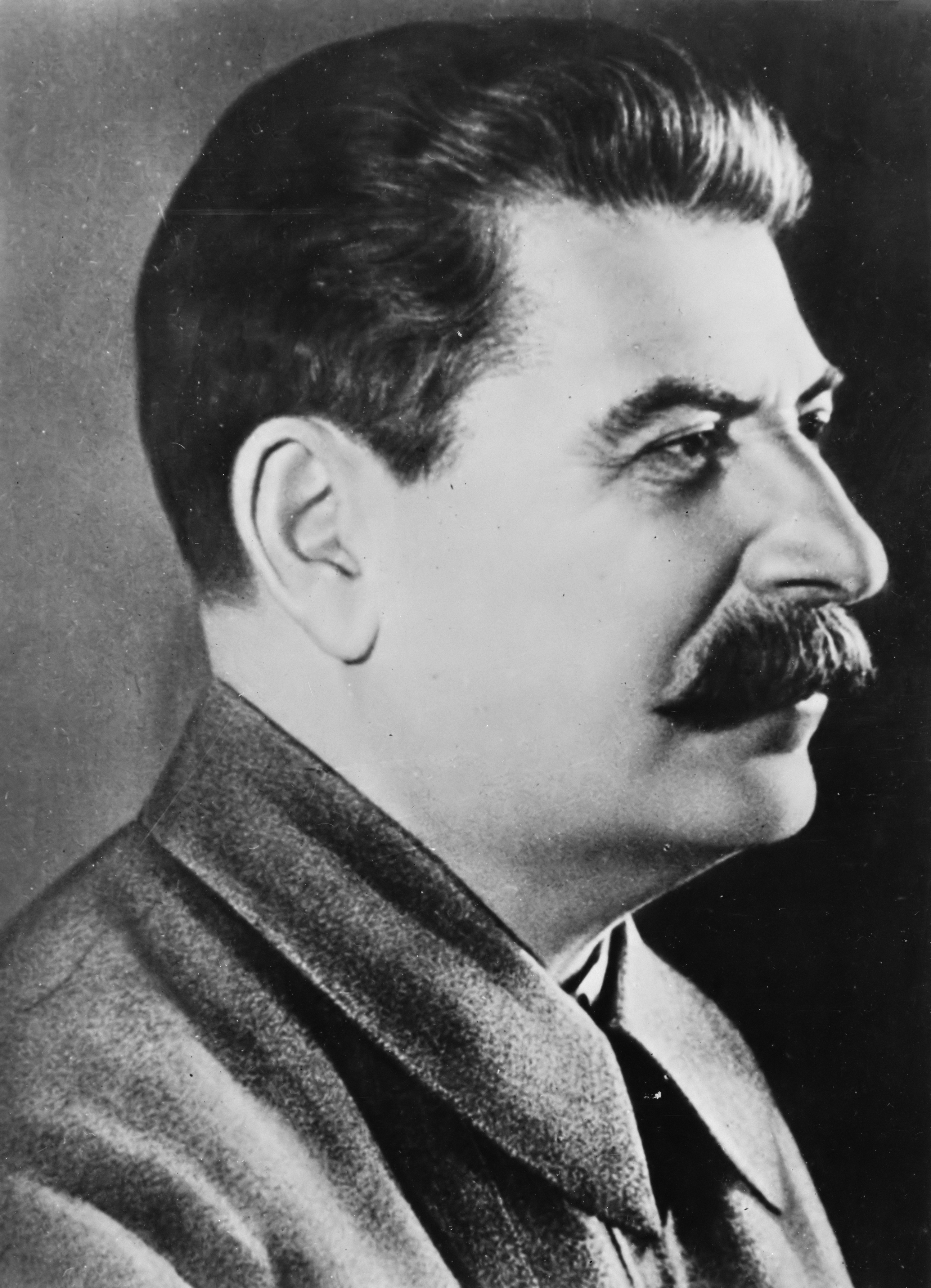
Stalin en 1942.

El país pasó de ser una sociedad agraria a una industrializada en un tiempo relativamente corto, pero a la vez se produjeron penurias económicas. La colectivización fue altamente rechazada por los kuláks mientras el Estado se apropiaba de las cosechas, particularmente en Ucrania donde se provocó un «genocidio» denominado «Holodomor», con el objetivo de evitar que los campesinos las retuvieran ilegalmente. Este conflicto económico derivó en una represión estatal sistemática en la cual se estima que murieron varios millones de kuláks, tanto en enfrentamientos armados como en el GULAG.[cita requerida] Pese de la fuerte oposición, para 1936 cerca del 90 % de la agricultura estaba colectivizada, lo cual condujo a una caída catastrófica en la productividad ganadera, que no recuperó el nivel del NEP hasta 1940.
La producción de hierro colado, necesario para el desarrollo de la infraestructura industrial no existente, subió de 3,3 a 10 millones de toneladas anuales. El carbón subió exitosamente de 35,4 a 75 millones de toneladas, y la producción de hierro aumentó de 5,7 a 19 millones de toneladas. Basado ampliamente en estas cifras, el Plan Quinquenal había sido cumplido en un 93,7 %, mientras que las partes dedicadas a la industria pesada fueron cumplidas en un 108 %. Stalin declaró el plan como un éxito para el Comité Central (diciembre de 1932).
La emulación socialista que acompañó los logros económicos no estuvo exenta del culto a la personalidad de Stalin—cuyos excesos fueron denunciados más tarde— y de una brutal violencia hacia toda oposición a los planes del régimen. La oposición en el interior del Partido se consideró relacionada con las clases indóciles y hostiles al socialismo. Acusados de supuestos contactos con emigrados trotskistas y espías extranjeros, importantes figuras del Partido (Zinóviev, Kámenev, Bujarin, Rýkov, Yagoda) fueron juzgados en los denominados «procesos de Moscú» (1936, 1938 y 1939) y ejecutados. Las «purgas» contra la oposición culminaron, además, con la eliminación de casi 30 000 oficiales del Ejército Rojo.
La aceleración del rearme, motivada por la creciente agresividad del régimen de Hitler, condicionó la programación del segundo Plan Quinquenal (1933-38). Simultáneamente, la prevención de un acuerdo entre Alemania y las potencias occidentales frente a la URSS obligó a Stalin a una política conciliadora hacia las democracias burguesas (manifestada en su actitud durante la guerra de España y en la creación de los Frentes Populares) y hacia la Alemania nazi (Pacto germano-soviético de no-agresión de 1939).
A partir de este momento, la URSS logró un desarrollo industrial y económico a tiempo para la Segunda Guerra Mundial, la principal recompensa que obtuvo con dicha industrialización a marchas forzadas.

## Ejército Rojo e inicio de la Segunda Guerra Mundial

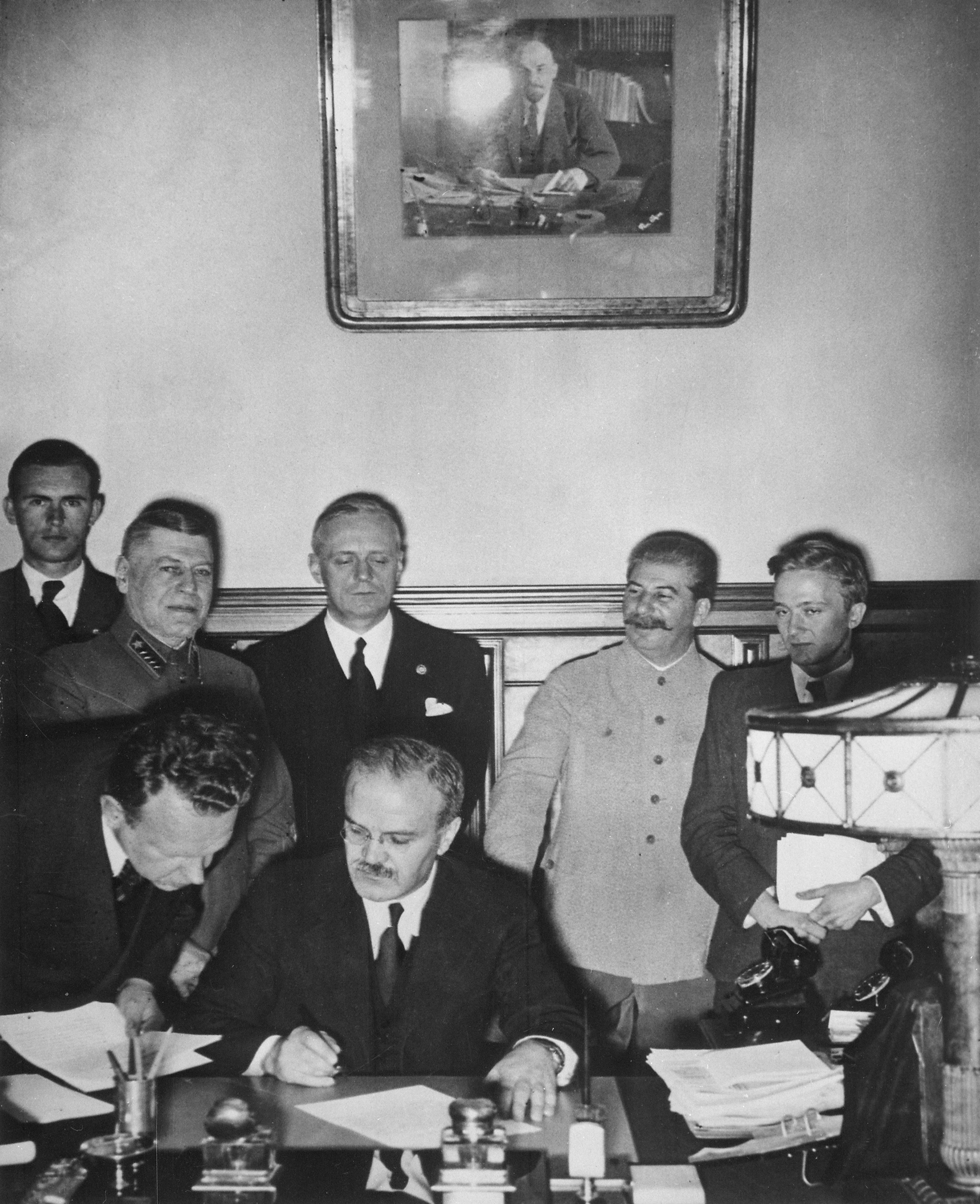
Firma del Pacto germano-soviético de no agresión (Pacto Mólotov-Ribbentrop).

La guerra contra Polonia y Finlandia, complementado con el fusilamiento o exilio de mucha de la jerarquía del Ejército Rojo en las purgas políticas (como el caso del mariscal Tujachevski), dejaron la defensa nacional en un terrible estado. Esto fue detectado por Hitler; sin embargo, ni él ni Stalin deseaban un enfrentamiento inmediato. De allí que la Unión Soviética y la Alemania nazi firmaran el Pacto Mólotov-Ribbentrop el 23 de agosto de 1939. A la semana de la firma del Pacto, el 1 de septiembre de 1939, Alemania nazi iniciaba la Segunda Guerra Mundial mediante la invasión de Polonia por el oeste, el 17 de septiembre la Unión Soviética invadía Polonia desde el este, de acuerdo con el Protocolo Adicional secreto de dicho Pacto.
Hitler prefirió hundir el Frente Occidental antes que atacar a la Unión Soviética para evitar una guerra en dos frentes simultáneos. Stalin, por su parte, tenía que poner a punto al Ejército Rojo mediante la leva forzosa y el incremento de material bélico, lo que requería un período relativamente largo. 
Además, el pacto de no agresión con la Alemania Nazi le dio a la Unión Soviética vía libre para retomar tierras, algunas de las cuales habían pertenecido en el pasado al Imperio ruso -parte de Polonia, Estonia, Letonia, Lituania, Finlandia y Besarabia-, siendo dicho reparto rubricado en los protocolos secretos del Tratado Alemán-Soviético de Amistad, Cooperación y Demarcación. A raíz de la Guerra de Invierno la URSS fue expulsada de la Sociedad de Naciones el 14 de diciembre de 1939.

## Gran Guerra Patriótica
Al producirse la invasión del ejército alemán, sin previa advertencia, el 22 de junio de 1941 quedó abierto el Frente Oriental. El gobierno fomentó una exaltación del patriotismo soviético (particularmente el ruso), al ver llegar la guerra hasta las puertas de las principales ciudades soviéticas, Moscú, Leningrado y Stalingrado. 
El Ejército Rojo, apoyado en conjunto por la población civil, logró detener el avance alemán. Con la victoria sobre la ocupación alemana en Stalingrado en 1943, la moral del Ejército soviético se levantó; más tarde, Minsk y Kursk también fueron liberadas. Tras la ofensiva soviética, se logró la expulsión y derrota de las fuerzas fascistas y la posterior captura de Berlín en abril de 1945.
Los resultados de la guerra fueron desastrosos en pérdidas humanas y materiales. De hecho la URSS fue el país que perdió más hombres durante la Segunda Guerra Mundial (27 millones aproximadamente). De los cuales 8.668.400 fueron soldados. Sin embargo, se ganó políticamente (la URSS se anexionó unos 500.000 km² de territorio y ejerció dominio político en las naciones liberadas de los nazis, en lo que ahora sería su esfera de influencia directa).
La nueva relación con los Gobiernos aliados —que en la Conferencia de Teherán (noviembre de 1943) y en Potsdam (julio de 1945) concedieron una «zona de influencia política» a la URSS— aconsejó a Stalin la disolución del Komintern (mayo de 1943). El carácter socialista de los regímenes que fueron estableciéndose en los países del Bloque del Este al finalizar la guerra en Europa Oriental acabó con el aislacionismo político-geográfico de la URSS.
La nueva inquietud de las potencias occidentales fue expuesta en la «doctrina Truman» del 12 de abril de 1947, que preconizó la necesidad de frenar la «expansión soviética», iniciando así la llamada «Guerra Fría»...

## Guerra Fría

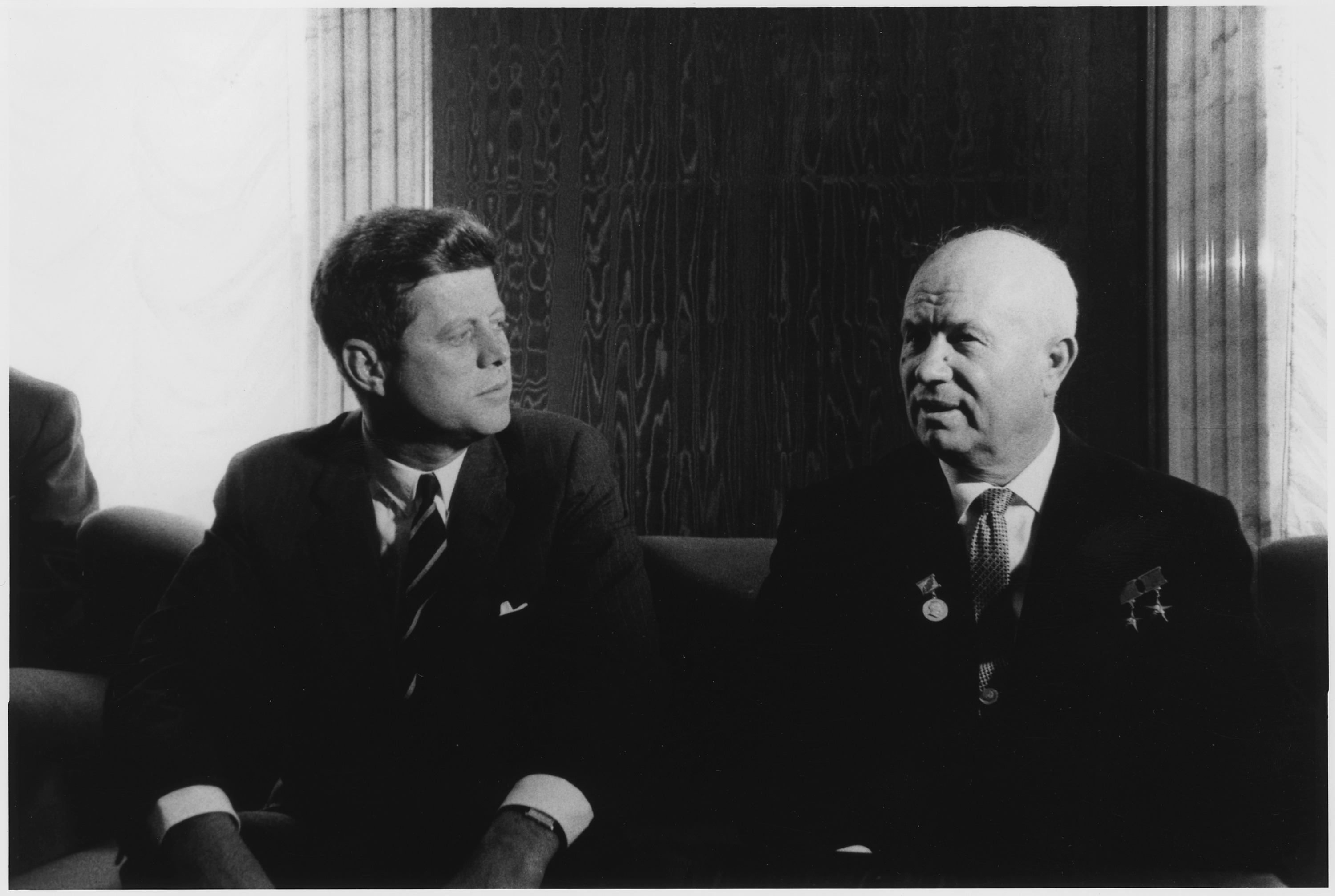
Nikita Jrushchov (derecha) acuñó la doctrina de la «coexistencia pacífica» con el bloque occidental. En esta foto, se entrevista con el presidente estadounidense John Kennedy.

Stalin reaccionó instituyendo en octubre del mismo año el Kominform. La ruptura de relaciones con Yugoslavia (1948) se vio equilibrada por el triunfo de la Revolución china (1949), que extendió al Oriente asiático la influencia soviética.
La canonización oficial de las teorías de Lysenko (lysenkoísmo) fue uno de los ejemplos del dogmatismo impuesto a la ciencia en la URSS, siendo una víctima destacada del mismo el genetista Nikolái Vavílov muerto en cautiverio.
El cuarto y el quinto Plan Quinquenal siguieron dando prioridad a la industria pesada y a las grandes obras de infraestructura. El desarrollo económico permitió a la URSS convertirse en potencia nuclear (25 de septiembre de 1949), lo que acabó con el monopolio nuclear estadounidense.
Tras la muerte de Stalin (5 de marzo de 1953), una reorganización inmediata del Partido y del Gobierno permitió la reprobación de los abusos autoritarios y la eliminación de las personalidades más comprometidas con el culto a la personalidad de Stalin. Beria fue fusilado. Paralelamente se anunció en el Sóviet Supremo un aumento en la producción de bienes de consumo y decreció la tensión internacional con el armisticio de la guerra de Corea (julio de 1953). 
Los países bajo influencia soviética firmaron en 1955 el Pacto de Varsovia, también llamado Tratado de Amistad, Colaboración y Asistencia Mutua. La Unión Soviética también contribuyó a la reconstrucción europea, neutralizando al Plan Marshall de Estados Unidos con la creación del COMECON.
Gueorgui Malenkov, que había sucedido a Stalin, fue depuesto de sus funciones en febrero de ese mismo año. Nikita Jrushchov como primer secretario del Partido y Nikolái Bulganin como jefe de Gobierno impusieron un nuevo desarrollo a la política soviética. El 2 de junio de 1955 se anunció una declaración de amistad recíproca entre Yugoslavia y la URSS y unos meses más tarde se disolvió el Kominform.
La lectura del llamado discurso secreto de Jrushchov ante el XX Congreso del PCUS (25 de febrero de 1956) sobre los errores y crímenes de Stalin dio carácter público a las medidas de desestalinización. La explosión de la bomba de hidrógeno concedió más poder de persuasión a la Unión Soviética, que durante la crisis del canal de Suez de noviembre de 1956 pudo invalidar las maniobras colonialistas de los Gobiernos de Gran Bretaña y de Francia. No obstante, los progresos de la desestalinización no se realizaron sin graves desajustes, y los sucesos de Polonia de octubre de 1956 y de Hungría de noviembre del mismo año provocaron la intervención del Ejército soviético, que finalizaron con 25-50.000 rebeldes húngaros y 7000 soviéticos muertos. En 1957 la URSS inició una espectacular serie de logros espaciales, con el lanzamiento del primer satélite artificial —el Spútnik I—, que diese inicio a la carrera espacial contra los Estados Unidos.
En marzo de 1958 Jrushchov, después de alejar al «Grupo Anti-Partido» (Mólotov, Malenkov, Kaganóvich), se convirtió en jefe de Gobierno. Sus principales reformas económicas afectaron a la agricultura, pero la roturación de las tierras vírgenes del Kazajistán y la descentralización agrícola no respondieron a las esperanzas concebidas. Durante los XXI y XXII Congresos del PCUS (1959 y 1961 se renovaron las críticas contra Stalin y la rehabilitación de las víctimas del estalinismo, liberando a millones de prisioneros políticos (la población del Gulag bajó de 13 millones en 1953 a 5 millones en 1956-57). En 1961 se dio otro gran avance en la «carrera espacial», cuando el cosmonauta Yuri Gagarin se convirtió en el primer ser humano en ser enviado al espacio.
Por otra parte, la política de «coexistencia pacífica» permitía la reducción de los gastos militares y situar en un primer plano la competición económica con los países capitalistas. La actitud crítica de los regímenes chino y albanés hacia las posiciones internacionales de la URSS se agudizó después de la retirada de los proyectiles balísticos establecidos en Cuba (octubre de 1962) y del Tratado de Moscú (julio de 1963).

## Brézhnev y el estancamiento

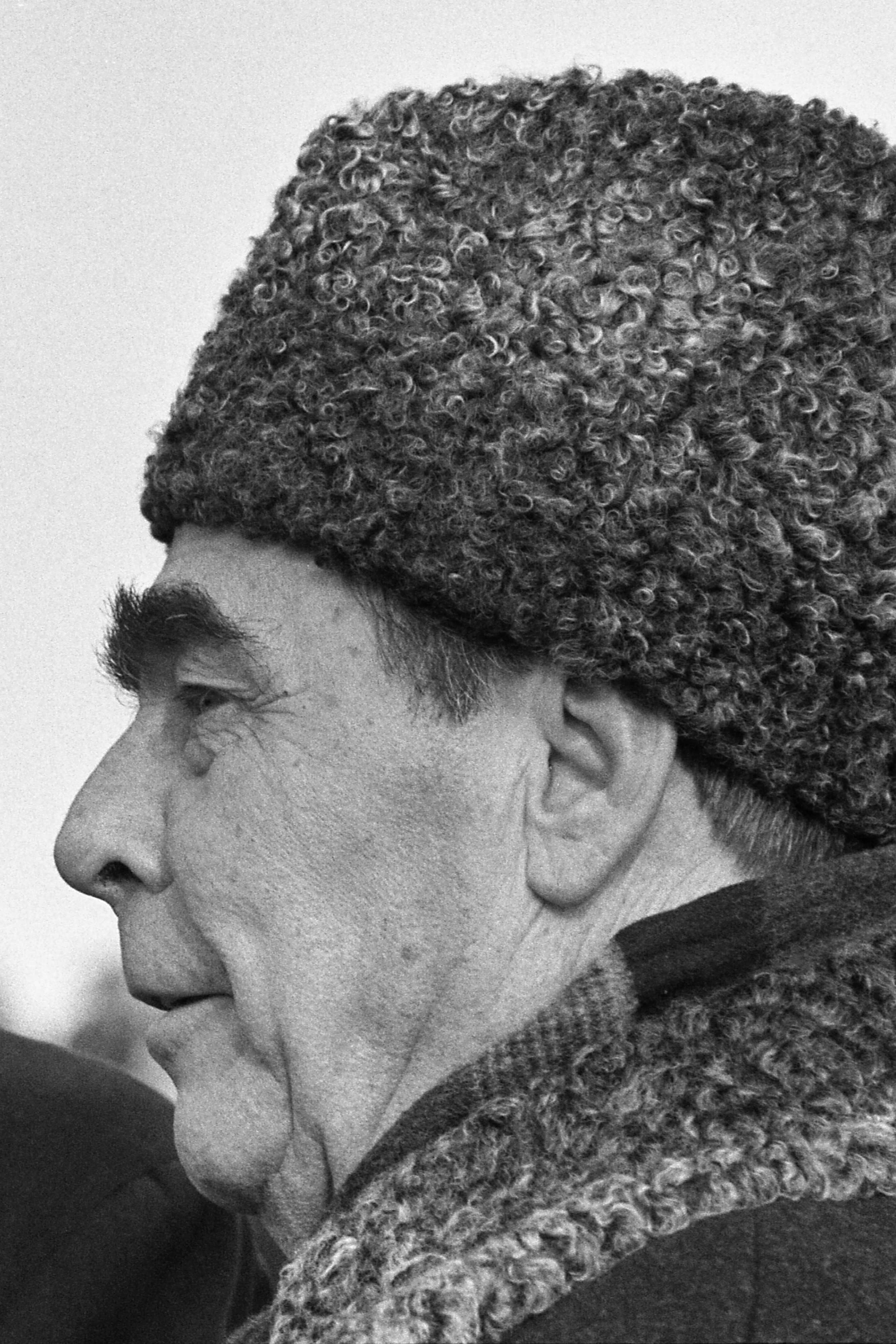
Leonid Brézhnev, líder sin nuevas ideas para dinamizar el régimen comunista, es acusado de haber sido uno de los causantes del colapso de la URSS.

La sustitución de Jrushchov (octubre de 1964) por un triunvirato formado por Leonid Brézhnev, primer secretario del Partido, Kosyguin, jefe de Gobierno y Podgorni, presidente del Presídium del Sóviet Supremo, en sustitución de Mikoyán (diciembre de 1965), no impidió la acentuación del conflicto ideológico con China.
En el XXIII Congreso del PCUS (marzo-abril de 1966), que registró la ausencia de las representaciones de China y Albania, Brézhnev reconoció el fracaso parcial del Plan Septenal 1959-65 y para el octavo Plan Quinquenal (1966-70) fueron adoptadas las medidas propuestas por Liberman, orientadas a transformar las unidades de producción en verdaderas empresas sometidas e impulsadas por las leyes del mercado y los precios.
Por otra parte, después de condenar la política imperialista de Estados Unidos y de proclamar su apoyo a Vietnam del Norte y al Frente de Liberación Nacional de Vietnam del Sur (Vietcong), Brézhnev se pronunció a favor de un programa de desarme mundial y de un pacto de no agresión con la OTAN. La diplomacia soviética obtuvo un notable éxito en su mediación en el conflicto Indo-Pakistaní de agosto de 1965, que condujo a los acuerdos de Taskent (enero de 1966). En abril de ese año, Leonid Brézhnev consolidó su posición al ser reelegido secretario general del Partido. La búsqueda de la distensión, objetivo perseguido por la sugerencia soviética de disolución de la OTAN y del Pacto de Varsovia (mayo de 1966), fue el factor dominante de la política exterior soviética. Al estallar la Guerra de los Seis Días (junio de 1967), el Gobierno soviético rompió sus relaciones con Israel y apoyó decididamente a los países árabes.
Los intentos del Partido Comunista de Checoslovaquia de democratizar el régimen, convirtiéndolo en un socialismo con rostro humano en el transcurso de la llamada Primavera de Praga, fueron abruptamente cortados por la invasión del Pacto de Varsovia a Checoslovaquia (agosto de 1968); la ocupación militar fue legalizada por un trato entre la URSS y Checoslovaquia (mayo de 1970). La ratificación del Tratado de Amistad rumano-soviético (noviembre de 1970) evitó que las discrepancias entre ambos Estados llegaran al conflicto; por otra parte, la entrevista Brézhnev-Tito (septiembre de 1971) saldó parcialmente el capítulo de desavenencias con Yugoslavia.
El aumento de la influencia soviética en Iberoamérica condujo al establecimiento de relaciones con Perú (febrero de 1969), Bolivia (diciembre de 1969) y Venezuela (febrero de 1970), a la firma de un tratado comercial con Perú (febrero de 1970) y a la concesión de un crédito a Uruguay (marzo de 1969).
La firma del Pacto germano-soviético de no agresión de agosto de 1970 contribuyó a consolidar el statu quo europeo. El antagonismo soviético-chino pasó de las disputas ideológicas a los conflictos armados fronterizos (marzo de 1969), que no se resolvieron, y de forma parcial, hasta el acuerdo comercial de noviembre de 1970.
En el interior, a los desajustes provocados por la nueva orientación económica y a la esclerosis del aparato burocrático dirigente vino a unirse la oposición de núcleos intelectuales. Los límites del «liberalismo» postestalinista, evidenciados por el arresto de los escritores Daniel y Siniavski (el proceso de Siniavski–Daniel, 1965), volvieron a manifestarse con la expulsión del premio Nobel de Literatura 1970 Aleksandr Solzhenitsyn de la Unión de Escritores Soviéticos (noviembre de 1969) y su consiguiente expulsión de la URSS. En los años posteriores, una vez encauzada la crisis interna del campo socialista tras las sustituciones de Gomułka por Gierek en Polonia, y de Walter Ulbricht por Honecker en la República Democrática Alemana, la política soviética se caracterizó por una ofensiva diplomática, apoyada en la Ostpolitik de Willy Brandt en la República Federal Alemana, cuyo principal objetivo era la futura convocatoria de una Conferencia Europea de Seguridad. En el Medio Oriente continuó la penetración soviética en los países árabes: acuerdo militar y político de 15 años de duración con Egipto (mayo de 1971), acuerdos comerciales con Siria (febrero de 1972), Libia (marzo de 1972) e Irak (abril de 1972). Sólo la retirada del embajador de Sudán en la URSS (agosto de 1971), y principalmente la expulsión de los consejeros militares soviéticos en Egipto (julio de 1972) pusieron en peligro la influencia de la Unión Soviética en esa región del Tercer Mundo. 
La URSS apoyó al Vietcong y a Vietnam del Norte, pero continuó su política de coexistencia y entendimiento con Estados Unidos (conferencias sobre el desarme; visita de Richard Nixon a Moscú en 1972; acuerdo de colaboración espacial, en agosto de 1972; visitas de Brézhnev a Estados Unidos en junio de 1973 y de Nixon a Moscú en julio de 1974, con la firma de un nuevo acuerdo de cooperación económica y otro sobre prohibición de ensayos nucleares subterráneos) y con los otros países occidentales. Por otro lado, la visita de Tito a Moscú (junio de 1972) consolidó la reconciliación entre los dos países y su acuerdo acerca de los problemas de Vietnam y del Medio Oriente y de la Conferencia sobre la Paz y la Seguridad en Europa, promovida por la URSS. En el interior, el período anterior a 1970 se caracterizó por la relativa amplitud de los conflictos planteados por los intelectuales soviéticos disidentes con resonancia internacional en algunos casos, como ocurrió, por ejemplo, con Sájarov y Solzhenitsyn. También se produjo un recrudecimiento del problema de la minoría judía deseosa de emigrar a Israel, sobre el cual se llegó a un acuerdo URSS-Estados Unidos en noviembre de 1974, y se agudizaron algunos conflictos religiosos, como el planteado por la población católica en Lituania (mayo de 1972), o nacionalistas (reorganización del Partido y los órganos de Gobierno en Ucrania en junio de 1972). En febrero de 1976 se celebró el XXV Congreso del PCUS, que confirmó y reforzó la hegemonía de Brézhnev; ésta se afianzó aún más al cesar Podgorni como presidente del Presídium del Sóviet Supremo (mayo de 1977) y asumir este cargo Brézhnev.
Por otro lado, en octubre de 1977, en coincidencia con el sexagésimo aniversario de la Revolución bolchevique, fue promulgada y entró en vigor una nueva Constitución, en la que se daba por realizada y superada la etapa de la «dictadura del proletariado» en la URSS y se reafirmaba el papel dirigente máximo del PCUS en la sociedad soviética. En octubre de 1980 Kosyguin dimitió y Tíjonov se convirtió en el nuevo primer ministro de la URSS. La intervención soviética en Afganistán (diciembre de 1979) provocó el desarrollo de una nueva etapa de tensión en la Guerra Fría entre las dos superpotencias, que se agudizó con la instalación de nuevas bases de misiles en Europa. En el interior, la URSS recrudeció su represión contra los disidentes y afrontó una grave crisis económica durante 1980.

## Los conservadores: Andrópov y Chernenko
A la muerte de Brézhnev (noviembre de 1982), Yuri Andrópov, jefe de la policía secreta soviética (KGB) de 1967 a 1982, fue nombrado secretario general del PCUS (noviembre de 1982), y designado jefe de Estado en junio de 1983. Andrópov se propuso introducir cambios radicales en la economía antes de que, a finales de 1985, comenzara un nuevo Plan Quinquenal. Para ello tenía que modificar la composición de las estructuras de poder, lo cual consiguió parcialmente, sobre todo con la inclusión en el Politburó de dirigentes de menos de 50 años. No obstante, ni la grave crisis padecida por el país ni la ofensiva contra el burocratismo y la corrupción lograron cambiar algo en el funcionamiento de un sistema cada vez más dependiente de la economía militar.
En lo internacional, el breve período de gobierno de Andrópov se caracterizó por el fracaso de la estrategia dispuesta para impedir la instalación de los primeros «euromisiles» en Europa Occidental (noviembre de 1983), lo que provocó la inmediata retirada soviética de las negociaciones de Ginebra sobre los euromisiles.
A la muerte de Andrópov (9 de febrero de 1984) lo sucedió Konstantín Chernenko, continuador de la política de Brézhnev, de quien fue su «delfín». Durante su gobierno, que también fue breve, se operó una vuelta al burocratismo paralizante y se recrudeció el antisemitismo y la represión contra los intelectuales disidentes. 
En el exterior, el Kremlin se opuso a la participación soviética en los Juegos Olímpicos de Los Ángeles en el verano de 1984, a la visita de Honecker a la República Federal Alemana, a negociar con Washington y a toda posibilidad de compromiso en el conflicto de Afganistán. Esta política aislacionista experimentó un giro tras la visita del ministro de Relaciones Exteriores soviético, Andréi Gromyko, a Estados Unidos, donde se entrevistó con el presidente Ronald Reagan (septiembre de 1984), y la del vice primer ministro, Iván Arjípov, a China (diciembre de 1984). El anuncio del presidente Reagan, tras su reelección en noviembre de 1984, de desarrollar el nuevo programa militar denominado Iniciativa de Defensa Estratégica (SDI), conocido como la guerra de las galaxias, determinó a la URSS a volver a la mesa de negociaciones en Ginebra sobre el control de armamentos (12 de marzo de 1985).
Ya enfermo desde antes de suceder a Yuri Andrópov, Chernenko finalmente murió el 10 de marzo de 1985.

## Mijaíl Gorbachov: intentos de reforma y colapso de la URSS

El presidente Reagan y el secretario general del PCUS Gorbachov en la primera cumbre de Ginebra (1985).

Lo sucedió Mijaíl Gorbachov, el miembro más joven (54 años) del Politburó. En política interior Gorbachov acometió una serie de reformas, definidas por cuatro palabras claves: glásnost (apertura, transparencia), democratizatsiya (democratización), uskorenie (desarrollo económico) y perestroika (reestructuración). Uno de los primeros frutos de la nueva política fue el fin del destierro de Andréi Sájarov (diciembre de 1986), al que siguieron una amnistía que liberó a todos los presos de conciencia (febrero de 1987) y la rehabilitación de las víctimas de las purgas de Stalin (N. Bujarin, entre otros).
En el terreno internacional Gorbachov inició conversaciones sobre el desarme con el presidente estadounidense Reagan (noviembre de 1985), que culminaron con la firma de un acuerdo para eliminar los misiles nucleares de alcance intermedio estacionados en Europa (diciembre de 1987). La XIX Conferencia del PCUS (julio de 1988) aprobó un programa de reformas políticas que se plasmó en varias enmiendas a la Constitución (diciembre de 1988) y en la elección, por primera vez con candidaturas múltiples, de un Congreso de los Diputados del Pueblo, máximo órgano soberano (26 de marzo de 1989). Los resultados electorales pusieron de manifiesto la radicalización popular y la irreversible pérdida de autoridad del PCUS. 
La violencia interétnica se hizo endémica en Armenia y Azerbaiyán, a causa de la disputa sobre la región de Nagorno Karabaj y se recrudeció en Georgia a causa de la intervención del Ejército en contra de los manifestantes en Tiflis (abril de 1989). La agitación nacionalista desembocó en una crisis de Estado cuando Lituania proclamó la independencia (11 de marzo de 1990), decisión suspendida en junio ante el bloqueo económico decretado por Moscú.
Tras la caída del muro de Berlín y la caída de los regímenes comunistas en la Europa Oriental, Gorbachov lanzó una nueva ofensiva reformista. El Congreso de los Diputados del Pueblo votó otra reforma constitucional que abolió el monopolio político del PCUS, instauró un sistema presidencialista y eligió al propio Gorbachov para el nuevo cargo de Presidente de la URSS (15 de marzo de 1990). Las elecciones republicanas y locales (febrero-mayo) constituyeron un éxito para los radicales; Borís Yeltsin fue elegido presidente de la República Socialista Federativa Soviética de Rusia (RSFSR).
El XXVIII Congreso del PCUS (julio de 1990), que reeligió a Gorbachov como secretario general, no pudo impedir que Yeltsin y otros dirigentes radicales abandonaran el Partido. Para hacer frente a la crisis nacional, Gorbachov propuso un nuevo Tratado de la Unión, que fue aprobado por el Congreso de los Diputados del Pueblo y ratificado en referéndum (17 de marzo de 1991) en nueve de las quince Repúblicas de la URSS, mientras las tres Repúblicas bálticas, Letonia, Lituania y Estonia, durante la llamada Revolución Cantada, organizaban consultas electorales en sus territorios respectivos para reafirmar su voluntad de independencia. El tratado soviético-estadounidense para reducir las armas nucleares estratégicas (START), firmado en Moscú con motivo de la visita del presidente George H. W. Bush (31 de julio de 1991), agravó las tensiones en el aparato del PCUS y en el complejo militar-industrial.
El 18 de agosto, cuando se encontraba de vacaciones en Crimea, el presidente de la URSS Mijaíl Gorbachov fue confinado en su residencia y declarado «incapaz de asumir sus funciones por motivos de salud», en un intento de golpe de Estado en la Unión Soviética planeado por los conservadores del aparato, el KGB y algunos jefes militares. Guennadi Yanáyev, vicepresidente de la URSS, asumió interinamente la presidencia, y una dirección colegiada compuesta por ocho personas decretó el estado de urgencia, restableció la censura y publicó una proclama justificando el golpe. La resistencia fue encabezada desde el primer momento por el Presidente de la RSFS de Rusia Borís Yeltsin, quien, desde el Parlamento de Rusia, llamó a la desobediencia civil y a la huelga general. La creciente oposición popular en Moscú y Leningrado, el rechazo internacional y la defección de algunas unidades militares, que pasaron a obedecer a Yeltsin, dividieron y paralizaron a los golpistas. El golpe quedó abortado el 21 de agosto, cuando los miembros del Comité Estatal para el Estado de Emergencia se dispersaron antes de ser detenidos. Gorbachov, liberado, regresó a Moscú y apoyó y estimuló decididamente los cambios radicales que la nueva situación requería.
Las actividades del PCUS fueron proscritas por el Tribunal Supremo (29 de agosto), se disolvieron los órganos del poder central y se abrió un nuevo período constituyente. El 6 de septiembre de 1991, el Consejo de Estado reconoció la independencia de Estonia, Letonia y Lituania. En los meses siguientes, las sucesivas proclamaciones de independencia de las Repúblicas y el colapso económico aceleraron la pérdida de autoridad política de Gorbachov, que fracasó en el intento de concluir el tratado que debía dar lugar a una Unión de Estados Soberanos para sustituir a la antigua organización del Estado.
El 8 de diciembre de 1991, los representantes de las tres Repúblicas eslavas —RSFS de Rusia, RSS de Bielorrusia y RSS de Ucrania— firmaron el Tratado de Belavezha que supuso la disolución de la Unión Soviética, constituyéndose la Comunidad de Estados Independientes (CEI), abierta al resto de las Repúblicas. La firma del Tratado fue comunicada por teléfono al Presidente de la Unión Soviética Mijaíl Gorbachov por el presidente de la RSS de Bielorrusia Stanislav Shushkiévich. Gorbachov presentó la dimisión el 25 de diciembre de 1991, y la Federación de Rusia asumió en el terreno internacional los compromisos y la representación del desaparecido Estado. Todas las Repúblicas de la URSS fueron reconocidas internacionalmente como Estados independientes.